# The Replacements (película)
Equipo a la fuerza en España y Los suplentes en Hispanoamérica (The Replacements en idioma inglés) es una película estadounidense del año 2000, dirigida por Howard Deutch. Como protagonistas, actúan Keanu Reeves, Gene Hackman, Brooke Langton y Orlando Jones.
La trama de la película está ligeramente basada en la huelga de jugadores durante la 
temporada 1987 de la NFL.

## Argumento
La película comienza en el partido entre Washington Sentinels contra Miami Barracudas durante los últimos minutos del partido, los comentaristas, John Madden y Pat Summerall (interpretándose a sí mismos) comentan la noticia de que a partir de medianoche, todos los jugadores de la liga iniciarán una huelga para renegociar los contratos con los directivos de sus respectivos clubes, lamentablemente se acerca el final de la liga y los play off están a la vuelta de la esquina. Debido a que están en plena temporada en la liga regular, la huelga no puede alargarse. Los Sentinels son uno de los equipos afectados, los cuales deben ganar 3 de los 4 partidos que quedan para clasificarse. Edward O'Neil (Jack Warden), presidente de los Sentinels recurre al exentrenador del equipo, Jimmy McGinty (Gene Hackman), el cual se pone a buscar un equipo de reserva mientras dure la huelga. McGinty acepta con dos condiciones, que la directiva no interfiera en su trabajo y que no se cuestione su elección de suplentes. Mientras otros equipos recurren a la cantera o fichan exjugadores, McGinty decide crear un grupo ecléctico de jugadores terminando por confundir a sus ayudantes.
La huelga también afecta al equipo de Cheerleaders quienes han decidido apoyar la huelga obligando a Annabelle Farrell (Brooke Langton) a buscar un nuevo equipo de animadoras durante los partidos restantes. El primer grupo resulta ser un auténtico desastre hasta que se fija en Dawn y Heather (Caroline Keenan y Sarah Ann Morris), dos bailarinas de barra de un local erótico frente al aeropuerto y las únicas que saben bailar, Annabelle las contrata a cambio de que inviten a sus compañeras, las actuaciones sensuales de las nuevas animadoras servirán de ayuda al equipo reserva de los Sentinels.
En su partido de debut, la falta de comunicación y de acuerdo termina en derrota de estos. Pero los conflictos llegan hasta tal límite cuando el equipo de los Sentinels en huelga se meten con el equipo suplente originando en pelea en un bar. Al día siguiente, McGinty decide mantener una charla en equipo que ayude a sus jugadores a perder la desconfianza y falta de cohesión entre ellos. Las palabras del entrenador funcionan como revulsivo y ganan sus compromisos contra San Diego y Phoenix, en este último partido, Shane Falco (Keanu Reeves) es remplazado por Eddie Martel (Brett Cullen), quarterback en huelga hasta que se desmarcó de ella rompiendo así O'Neil la promesa de no interferirse en el trabajo de McGinty, quien se ve obligado a alinearle y que juegue en el puesto de Falco. O'Neil no cree que Falco sea suficiente para liderar a su equipo a la victoria contra Dallas (también desmarcados de la huelga), equipo que tiene contratado a jugadores campeones del mundo. El partido comienza y el comportamiento de Martel en el terreno de juego deja mucho que desear llegando a poner el partido en peligro, al descanso, el marcador anuncia 0-17 a favor de Dallas. Camino a los vestuarios, una reportera le pregunta a McGinty por la fórmula que necesita el equipo para remontar a lo que el entrenador le responde "Corazón...millas y millas de corazón", Falco, quien estaba viendo el partido, entiende el significado de esas palabras, momentos atrás, McGinty le dijo a Falco antes de reemplazarle por Martel: que él tenía todo lo que hay que tener menos corazón. Falco llega al estadio momentos antes de que se reanude el partido lo cual produce sensación de alegría en sus compañeros a la vez que rabia en Martel quien es expulsado de malos modos por los Sentinels. Falco, tras coger las riendas del equipo consigue llevar a su equipo a la victoria tras una remontada épica. Tras el fin del partido, los suplentes de los Sentinels lo celebran. La película acaba con McGinty orgulloso de su equipo mientras en voz en off comenta que después de aquel partido, no hubo confetti, ni jugaron los play off, y que lo único que tenían que hacer era volver a casa como sea con la cabeza bien alta pero sin saber que la victoria iba hacer que sus vidas cambiaran para siempre.

## Reparto

### Sentinels (equipo reserva)
| Actor             | Personaje                           | Descripción |
| ----------------- | ----------------------------------- | --- |
| Rhys Ifans        | Nigel Gruff #3 (K)                  | Futbolista galés y dueño de un pub, es conocido como "La Pierna" porque puede disparar a puerta desde el campo contrario. A diferencia de otros atletas, tiene la manía de fumar mientras juega, también es un adicto al juego lo cual hace peligrar su propiedad.                                                                                 |
| Keanu Reeves      | Shane Falco #16 (QB)                | Ex quarterback en la Universidad estatal de Ohio es conocido por su "desastrosa" actuación en la Sugar Bowl del 96. Fue escogido por Seattle pero un problema contractual le impidió jugar. Su carrera terminó sin pena ni gloria. Es conocido como "Pasitos" por sus nervios y pasos. Vive en una barca donde se encarga de la limpieza de yates. |
| Troy Winbush      | Walter Cochran #34 (RB)             | Firme creyente en la palabra de Dios. Cochran jugó un solo partido pero sufrió una lesión de rodilla que le impidió seguir. Es un gran corredor y su sueño es marcar un touchdown. |
| Michael Jace      | Earl Wilkinson (Ray Smith) #42 (CB) | Antiguo Defensive back/Kickoff returner con Minnesota Vikings. Ahora convicto en prisión por atacar a un policía. Le es permitido jugar con el permiso del gobernador de Maryland. Wilkinson tiene el seudónimo de Ray Smith. |
| Jon Favreau       | Daniel Bateman #56 (LB)             | Veterano de la Guerra del Golfo, es muy agresivo y también conocido por su rudeza en cuanto a relaciones sociales se refiere, es bastante temperamental, en especial cuando ve el color rojo. Jugó en la Universidad de Míchigan antes de alistarse en los SWAT.                                                                                   |
| Ace Yonamine      | Fumiko #68 (OT)                     | Sus compañeros se refieren a él como Jumbo por su peso y grandaria. Es un luchador de sumo japonés. |
| Faizon Love       | Jamal Abdul Jackson #72 (G)         | Hermanos y antiguos Linieros y guardaespaldas del rapero Ol' Dirty Bastard quienes solo parecen querer jugar a fútbol con la condición de que sea en el mismo equipo. |
| Michael Taliferro | Andre "Action" Jackson #73 (G)      | Hermanos y antiguos Linieros y guardaespaldas del rapero Ol' Dirty Bastard quienes solo parecen querer jugar a fútbol con la condición de que sea en el mismo equipo. |
| Orlando Jones     | Clifford Franklin #81 (WR)          | Empleado en un supermercado, es conocido por su rapidez y agilidad, pero también por su falta de coordinación cuando se trata de coger cualquier cosa al vuelo. |
| David Denman      | Brian Murphy #86 (TE)               | Excelente jugador procedente de la universidad de Gallaudet quien pudo haber sido seleccionado para el draft de no ser porque es sordo de nacimiento. |

### Cheerleaders
| Actor            | Personaje         | Descripción |
| ---------------- | ----------------- | --- |
| Brooke Langton   | Annabelle Farrell | Capitana de las cheerleaders de los Sentinels y dueña de un bar en la 8.ª. Su padre le enseñó todo sobre el fútbol, el cual fue un fan incondicional del equipo.                                                                                      |
| Sarah Ann Morris | Heather           | Una de las estríperes que se presentó a las pruebas de animadora durante la huelga. Considera el bailar arrodillada como un estilo de baile, es incapaz de recordar como se pronuncia "Sentinels" y continuamente se olvida de gritar "Darme una "I"" |
| Caroline Keenan  | Dawn              | La segunda de las estríperes quien al igual que Heather se presenta a las pruebas. Según Heather siempre se queda en blanco cuando va a decir algo.                                                                                                   |

### Otros personajes
| Actor           | Personaje            | Descripción |
| --------------- | -------------------- | --- |
| Jack Warden     | Edward O'Neil        | Presidente del Washington Sentinels. Es un hombre de negocios que solo piensa en los resultados y no se lo piensa dos veces a la hora de romper un acuerdo con tal de conseguir los resultados que desea para su equipo.                                                                                   |
| Gene Hackman    | Jimmy McGinty        | Exentrenador de los Sentinels. Fue destituido por O'Neil en una ocasión por enfrentarse a un jugador, el propio directivo tras preguntarle si está interesado en volver, accede, aprovechando la oportunidad de crear su propio equipo, McGinty ofrece a sus jugadores de reserva una segunda oportunidad. |
| Brett Cullen    | Eddie Martel #7 (QB) | Fue quarterback del equipo huelguista. Su personalidad es el de una persona egoísta e individualista. Martel desprecia y no respeta el talento de los reservas, en especial a Falco quien después de sustituirle retoma su posición de capitán al igual que en el equipo profesional.                      |
| Gailard Sartain | Pilachowsky          | Los preparativos y ayudantes de entrenador, quienes al principio se muestran escépticos por los jugadores de reserva. |
| Art LaFleur     | Banes                | Los preparativos y ayudantes de entrenador, quienes al principio se muestran escépticos por los jugadores de reserva. |
| John Madden     | Él mismo             | Comentarista y locutor de los partidos |
| Pat Summerall   | Él mismo             | Comentarista y locutor de los partidos |

## Partidos
- Previo a la huelga - (Washington Sentinels-Miami Barracudas): Los Sentinels a la cabeza de Eddie Martel necesitan marcar un touchdown para ganar el partido en el último segundo, pero opta por tirarse y no coger el balón antes de llegar a la zona de anotación. y evitar una posible lesión.
- 1.er partido - (Washington Sentinels-Detroit Ironmen): Derrota de los Sentinels por 10-14 después de que Falco cambie una jugada, contra la orden de McGinty. En lugar de hacer un pase, escucha a Cochran y decide ir el solo a la zona de anotación pero se queda corto.
- 2.º partido - (Washington Sentinels-San Diego Stallions): Victoria de los Sentinels por 17-16 con ayuda de las cheerleaders quienes distraen a San Diego con sus sugerentes coreografías, el triunfo llega mediante un field goal de Nigel Gruff.
- 3.er partido - (Phoenix Scorpions-Washington Sentinels): Primer partido como visitante y victoria por la mínima de Washington por 21-22. El hombre del partido es Clifford Franklin que quien después de un pase incompleto consigue marcar 2 touchdowns gracias al adhesivo que le puso McGinty en sus inseguras manos.
- 4.º partido - (Washington Sentinels-Dallas Ropers): El equipo de Dallas rompe la huelga por lo que los Sentinels deben jugar contra los campeones del mundo, es el primer partido sin Falco, puesto que Martel se desmarcó de la huelga. El partido estuvo plagado de incidencias: abucheos por parte del público a Martell, el cual se propone hacer que su equipo pierda el partido mediante pases incompletos, también enfrentamiento de este con Murphy y la plantilla en los vestuarios, al finalizar el segundo cuarto el marcador queda en 0-17 para Dallas. Falco, después de escuchar a su exentrenador por la tele, vuelve al estadio y toma el puesto de Martel quien es expulsado del equipo a la fuerza (por Bateman). Los Sentinels consiguen remontar el resultado adverso hasta ponerse 20-17 hasta el final del partido. Hubo dos lesionados en el partido, Cochran, tras conseguir su soñado touchdown y Gruff cuando se disponía a patear un field goal justo en el momento en el que Falco hace un amago. Tras ganar, los Sentinels se aseguran el pase a los play off.